# Hugo von Seeliger

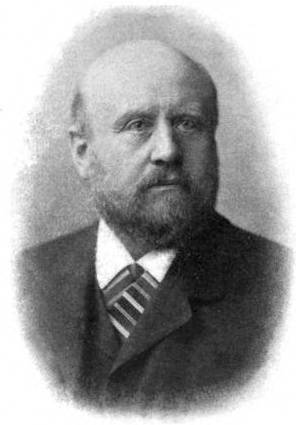
Hugo von Seeliger

Hugo Johann Seeliger, seit 1902 Hugo Hans Ritter von Seeliger (* 23. September 1849 in Biala; † 2. Dezember 1924 in München), war ein deutscher Astronom. Er gilt als einer der bedeutendsten Astronomen seiner Zeit.

## Leben
Seeliger wurde in Biala im galizischen Teil der Bielitz-Bialaer Sprachinsel als Sohn einer wohlhabenden Familie geboren, die es ihm ermöglichte, sich frei von Beschränkungen der Wissenschaft zu widmen. Er studierte in Heidelberg und Leipzig Astronomie und Mathematik. Während seines Studiums wurde er 1867 Mitglied der Burschenschaft Frankonia Heidelberg. 1872 wurde er in Leipzig mit der Schrift Zur Theorie der Doppelsternbewegungen promoviert. Er war kurze Zeit Assistent an der Leipziger Sternwarte und kam 1873 als Observator an die Sternwarte in Bonn, wo ihm die Beobachtungen des Meridiankreises übertragen wurden. 1874 leitete er die deutsche Expedition zur Beobachtung des Venusdurchgangs III auf Auckland Island.
Bald nach seiner Habilitation 1877 gab er seine Stelle auf und siedelte als Privatgelehrter nach Leipzig über. Vom 1. Oktober 1881 bis zum 1. September 1882 war Seeliger für kurze Zeit Direktor der Sternwarte Gotha. Er wurde zum Professor ernannt, nahm eine Berufung an die Universität München als Direktor der dortigen Sternwarte Bogenhausen an und verließ Gotha wieder. In München blieb Seeliger dann bis zu seinem Tode. Im Jahr 1882 wurde er zum Mitglied der Leopoldina gewählt, 1901  zum korrespondierenden Mitglied der Göttinger Akademie der Wissenschaften, 1908 zum Mitglied der National Academy of Sciences. 1913 wurde er korrespondierendes Mitglied der Russischen Akademie der Wissenschaften in Sankt Petersburg.
Seeliger erhielt zahlreiche Auszeichnungen, darunter den Roten Adlerorden III. Klasse 1896, Titel und Rang eines Königlichen Geheimen Hofrates 1906, Kommandeurkreuz I. Klasse des Nordstern-Ordens 1912, Inhaber des Ordens Pour le mérite für Wissenschaften und Künste 1915, und den Verdienstorden vom Heiligen Michael II. Klasse mit Stern 1917. Durch die Verleihung des Ritterkreuzes des Verdienstordens der Bayerischen Krone wurde Seeliger 1902 in den persönlichen Adelsstand erhoben. 1908 erhielt er das Komturkreuz zu diesem Orden.

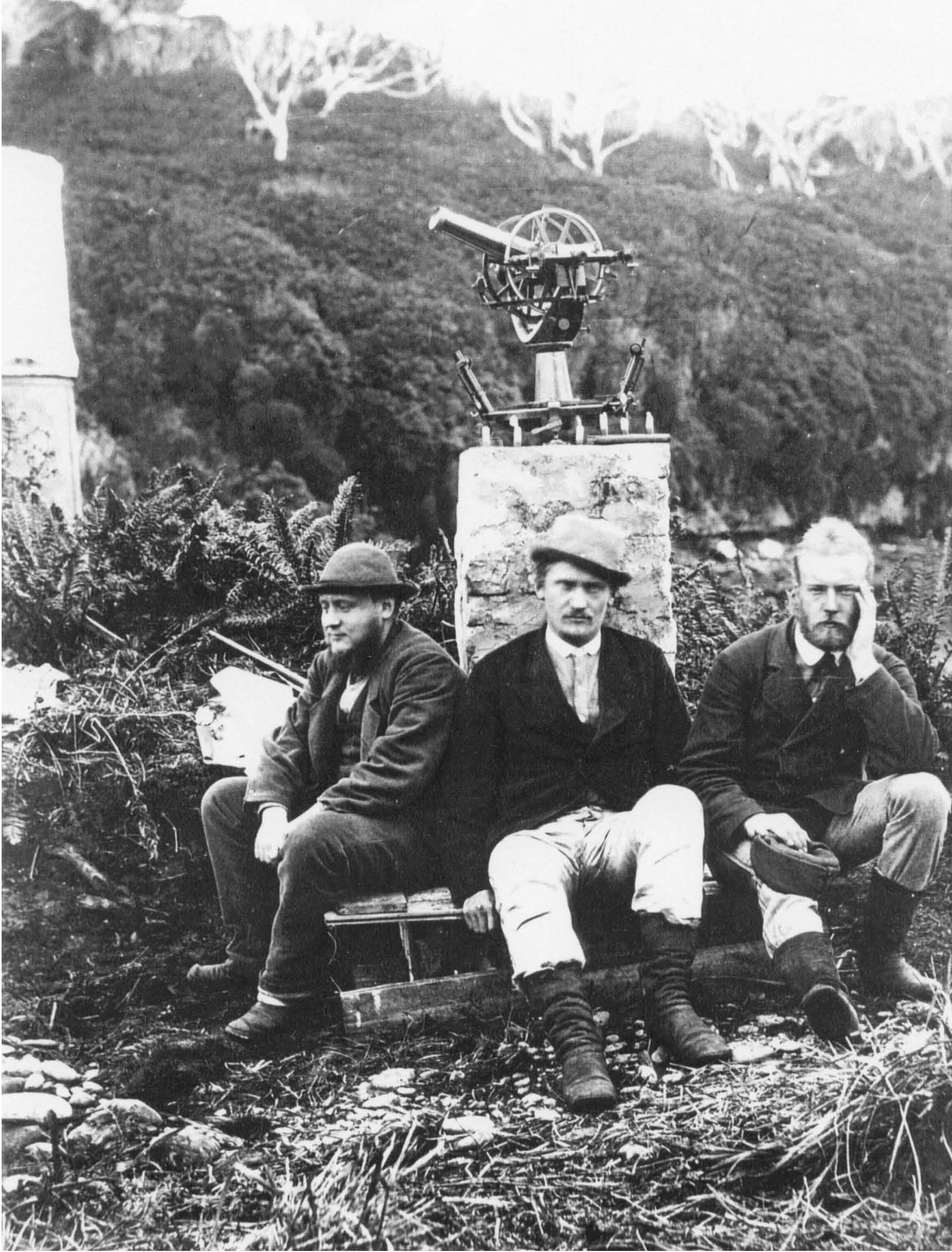
Expedition zur Beobachtung des Venusdurchgangs 1874, links: Hugo von Seeliger.

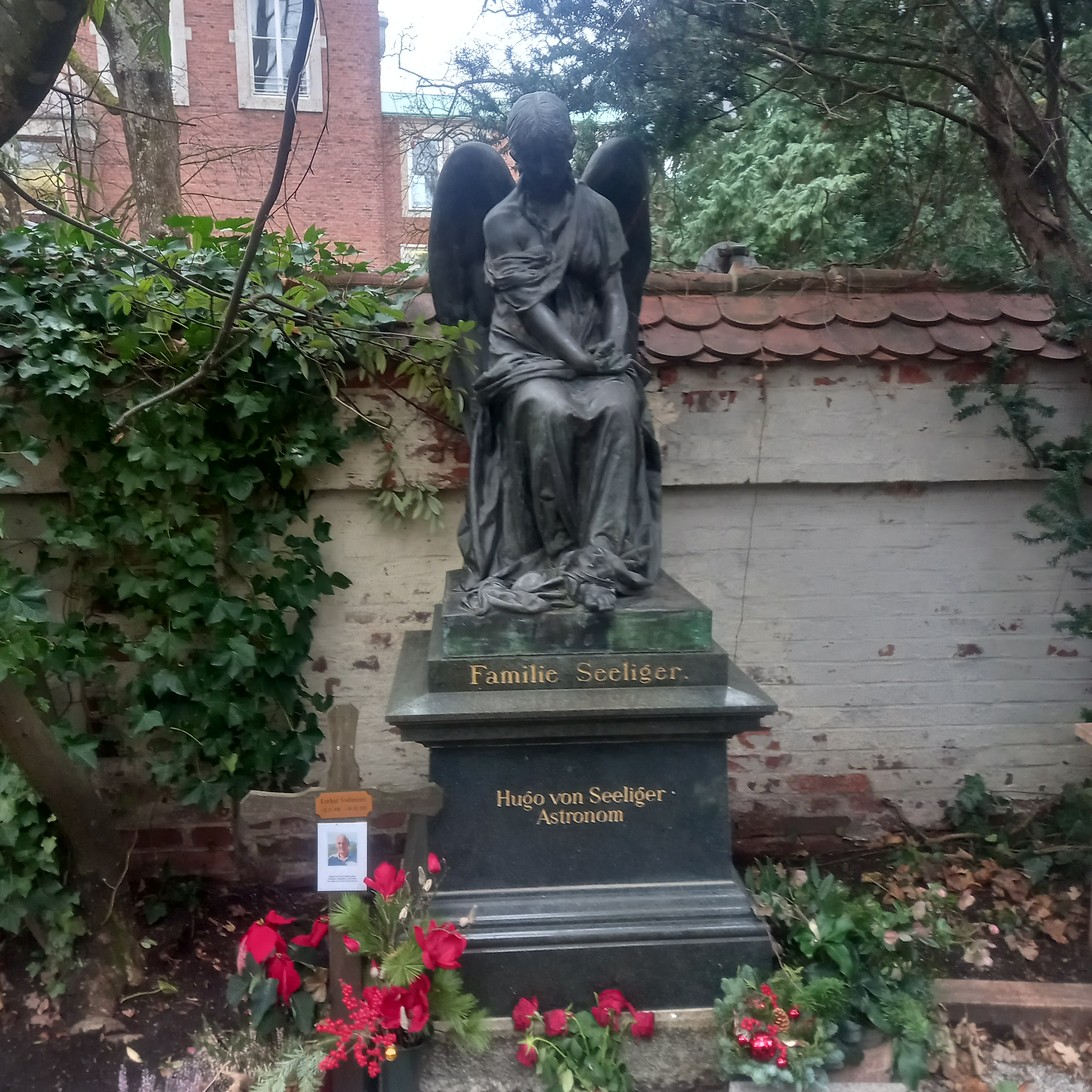
Das Grab von Hugo von Seeliger auf dem Bogenhausener Friedhof in München

Seeliger war vom 1. April 1919 bis 31. Dezember 1923 Präsident der Bayerischen Akademie der Wissenschaften sowie Mitglied des Kuratoriums der Physikalisch-Technischen Reichsanstalt. Er war zudem von 1896 bis 1921 Vorsitzender der Astronomischen Gesellschaft.
Seeligers Arbeiten liegen fast ausschließlich auf dem Gebiet der Theorie. Zu nennen sind besonders seine himmelsmechanischen Untersuchungen über das mehrfache Sternsystem Zeta Cancri und seine Beleuchtungstheorie der Saturnringe sowie des Zodiakallichtes auf der Grundlage ihrer staubförmigen Beschaffenheit. Seeliger war zudem einer der Mitbegründer der Stellarstatistik und dritter Direktor der Sternwarte Bogenhausen. Als sein bedeutendster Schüler gilt Karl Schwarzschild.
Der Mondkrater Seeliger und der Asteroid (892) Seeligeria sind nach ihm benannt.

## Studenten
Zu seinen Studenten gehörten:
- Julius Bauschinger, Ludwig-Maximilians-Universität München, 1884
- Ernst Anding, Ludwig-Maximilians-Universität München, 1888
- Richard Schorr, Ludwig-Maximilians-Universität München, 1889
- Karl Oertel, Ludwig-Maximilians-Universität München, 1890
- Oskar Hecker, Ludwig-Maximilians-Universität München, 1891
- Adalbert Bock, Ludwig-Maximilians-Universität München, 1892
- George W. Myers, Ludwig-Maximilians-Universität München, 1896
- Karl Schwarzschild, Ludwig-Maximilians-Universität, München 1897
- Lucian Grabowski, Ludwig-Maximilians-Universität München, 1900
- Gustav Herglotz, Ludwig-Maximilians-Universität München, 1900
- Emil Silbernagel, Ludwig-Maximilians-Universität München, 1905
- Ernst Zapp, Ludwig-Maximilians-Universität München, 1907
- Kasimir Jantzen, Ludwig-Maximilians-Universität München, 1912
- Wilhelm Keil, Ludwig-Maximilians-Universität München, 1918
- Friedrich Burmeister, Ludwig-Maximilians-Universität München, 1919
- Gustav Schnauder, Ludwig-Maximilians-Universität München, 1921
- Walter Sametinger, Ludwig-Maximilians-Universität München, 1924